# José de Cárdenas Uriarte
José de Cárdenas Uriarte (Sevilla, 1846-Madrid, 21 de abril de 1907) fue un periodista, crítico, poeta, abogado y político español. Entre 1877 y 1881 se ocupa de la  Dirección General de Instrucción Pública, Agricultura e Industria.  En 1904 es nombrado ministro de Agricultura, Industria, Comercio y Obras Públicas, durante el reinado de Alfonso XIII . 

## Biografía
Miembro del Partido Conservador, militó en las filas de Cánovas del Castillo. Inició su carrera política al conseguir un escaño de diputado por Lugo en las elecciones de 1876. Nuevamente diputado, en esta ocasión por Burgos, en las elecciones de 1879, pasará a representar a la Sociedad Económica de Madrid en el Senado entre 1882 y 1883, retornando nuevamente al Congreso como representante de Almería entre 1884 y 1899. Con el inicio del siglo, volverá al Senado siendo nombrado senador vitalicio en 1903.
Fue ministro de Agricultura, Industria, Comercio y Obras Públicas entre el 16 de diciembre de 1904 y el 27 de enero de 1905 en un gobierno presidido por Azcárraga.
Redactor del periódico El Tiempo, llegó a ser su director, al igual que de la Revista Contemporánea. Fue académico de Bellas Artes y Ciencias Morales y Políticas. 
Como diputado a Cortes por el partido conservador, defendió los intereses de la agricultura y de la enseñanza pública, proponiendo una nueva Ley de Instrucción Pública, acorde a sus necesidades. Llegó a ser Consejero de Instrucción Pública y miembro del Consejo del Estado. Fue fundador de la Escuela de Agricultura de La Florida, asimismo estableció las Sociedades de Ingenieros Agrónomos y de Agricultores en España. Sus intereses por fomentar la agricultura le llevan a ocupar el cargo de vocal del Consejo Superior de Agricultura, Industria y Comercio. Además fue gobernador civil de Madrid, presidente del consejo de administración de la Compañía Arrendataria de Tabacos, de la Cámara Agrícola de Madrid, de la Sociedad Económica Matritense de la Asociación General de Agricultores de España y del Círculo Conservador de Madrid. En 1901, su discurso de ingreso en la Real Academia de Bellas Artes de San Fernando fue Las Bellas Artes en los presupuestos del Estado (1901) y en 1903 pronunció en la Real Academia de Ciencias Morales y políticas su discurso de ingreso sobre La libertad de enseñanza es el más poderoso y eficaz elemento de cultura nacional.
En 1881 forma parte de la sociedad anónima de la Moncloa, dirigida por Guillermo Morphy, el conde de Morphy, en la que participan el rey Alfonso XII, los hermanos Zuloaga, además de Juan de Dios de la Rada y Delgado, director del Museo arqueológico Nacional y Anticuario de la Real Academia de la Historia y el marqués de Benemejís de Sistallo, con el objeto de impulsar la fábrica de cerámica de Moncloa y devolverle su antiguo esplendor. Fue director general de lo Contencioso del Estado entre septiembre de 1884 y diciembre de 1885.
En 1888 se creó la primera escuela de reforma de España, la Santa Rita de Madrid, en cuyo proyecto participó también José de Cárdenas. Este fue impulsado desde 1875  por el jurista y político conservador Francisco Lastres, con el propósito de crear de un correccional de menores, que diera respuesta urgente a la situación de estos jóvenes, muchos de los cuales acababan en el departamento de jóvenes de la cárcel de Madrid.
Escribió el drama Ledia, puesto en música por el maestro Zubiaurre en 1877;  Cantata-Homenaje a SS. MM. D. Alfonso XII y D.ª Mercedes, con letra de José Cárdenas y música de Emilio Arrieta en 1878.